# Ars moriendi
Ars moriendi («L'art de morir») és el nom de dos textos interrelacionats escrits en llatí que contenen consells sobre els protocols i procediments per a una bona mort i sobre com «morir bé», d'acord amb els preceptes cristians de finals de l'edat mitjana. Van ser escrits al voltant de 1415 i 1450, durant un període en el qual pesta negra i els consegüents aixecaments populars estaven molt presents en la societat. La seva popularitat va ser tal, que es va traduir a la majoria de les llengües europees occidentals, i va ser la primera obra d'una posterior tradició literària occidental de guies per a la mort.